# Wohnfeld
Wohnfeld ist ein Ortsteil der Stadt Ulrichstein im mittelhessischen Vogelsbergkreis. Das Dorf liegt westlich des Kernorts Ulrichstein im Vogelsberg. Die Landesstraßen L3166 und L3407 treffen sich in Wohnfeld.

## Ortsgeschichte

### Mittelalter
Das Dorf wurde wahrscheinlich um das Jahr 1000 besiedelt. Ein möglicher Beleg dafür ist die Ortsnamenendung „-feld“. Die älteste urkundliche Erwähnung des Ortes stammt aus dem Jahre 1287, als ein im Ort ansässiger Adliger „Conradus de Woneuelt“ (Konrad von Wohnfeld) genannt wird.
Der Zehnte gehörte im 14. Jahrhundert der Familie von Saasen und war ein Lehen der Herren von Isenburg-Büdingen. „... Den zehinden ... zu Wonenfelde“ heißt es in einer Urkunde vom 19. April 1353. Ebenso wird 1364 erwähnt: „des Cehindin czu Wanefelde.“ Als weitere Orte, an der Zehnte von den Grafen von Isenburg-Büdingen an die von Saasen verliehen wurde, werden in der Urkunde genannt: Bobenhausen II, Ober-Seibertenrod, Höckersdorf, Sellnrod, Altenhain (Laubach), Linscheid, Langenwasser = heute: Langwasserhof, Petershain, Kölzenhain, Feldkrücken und Selgenstadt = heute Selgenhof.
Im Alsfelder Salbuch lautet der Eintrag von 1592: „Wonfeldt“. Der Namen bildete sich analog des Ortsnamens von Wohnbach. Das mhd. Grundwort „wan“ = leer verwandelte sich zu „Wohn“. Demnach wäre der Ortsname Wohnfeld als leeres Feld zu deuten.
Am 19. Juli 1479 verlieh Graf Ludwig zu Isenburg-Büdingen dem niederadligen Klaus von Saasen ein Mannlehen. Das bestand aus Teilen des Kirchensatzes zu Bobenhausen, Feldkrücken, Kölzenhain, Petershainer Hof, Lienscheit, Wohnfeld, Sellrod, Altenhain, Höckersdorf, Langwasser, der heutigen Wüstung Fockenheim und Selgenhof.

### Neuzeit
Seit dem Mittelalter hatte der Ort vier Mühlen. Heute existiert noch die Hahnmühle unterhalb von Wohnfeld.
Von 1567 bis 1577 wurde die Mehlmühle zu Wohnfeld von Hans Klein an Merten Schreiner zu Bobenhausen verliehen.
Die „Trehemühle“ (Drehmühle) zu Wohnfeld war als Lebenszeitleihe im Besitz von Henchen Rahn, Witwe des Junghen Feller, und von Heinrich Rahn der Mittlere.
Der Müller Johannes Schneidmüller von Wohnfeld bat 1693 für sich und alle Müller „auf der Bach“ unterhalb von Ulrichstein, dass sie das Wasser für die Bewässerung der bei den Mühlen liegenden Wiesen benutzen durften.
Heinz Getersheim von Sellnrod und Andreas Feller von Wohnfeld erwarben 1579 den Wohnfelder Weinschank als landgräfliches Recht.
1604 erhielt der auf der Schmiede bei Wohnfeld wohnende Hans Diehl (auch Thiel) das Recht zur Hute auf dem Teugelsberg.
Im Dreißigjährigen Krieg litt der Ort wie auch ganz Oberhessen unter der wütenden Soldateska. Darüber berichtet u. a. das „Kriegsschadensregister des Oberfürstentums Hessen“ beim Einfall des tollen Christians vom November 1622. Aufgelistet werden in dem „Kriegsschadensregister“ die Schäden der Einwohner im Gericht Bobenhausen mit den Orten Sellnrod, Feldkrücken, Kölzenhain, Wohnfeld, Altenhain, Höckersdorf, Ober-Seibertenrod und Burkhards. Ebenso wurden 1639 die Kriegsschäden im Amt Ulrichstein in Bobenhausen, Herchenhain, Wohnfeld, Altenhain, Sellnrod, Ober-Seibertenrod, Windhausen, Groß-Felda, Köddingen, Helpershain, Meiches, Stumpertenrod und Breidenbach schriftlich fixiert.
1660/1661 wurden Erkundigungen über den Zustand der Mühlen in der Landgrafschaft Hessen, ob man wieder Renten und Gefälle einziehen könnte. Dies betraf u. a. die Mühlen in Ulrichstein, Bobenhausen, Langwaden, Feldkrücken, Höckersdorf, Sellnrod, Wohnfeld, Helpershain und Köddingen.
Die Kirche wurde im 16. Jahrhundert erbaut und war eine Filialkirche. Sie wurde mehrfach saniert und später wegen Baufälligkeit abgebrochen. 1807 wurde ein neues Gotteshaus eingeweiht.
405 Personen lebten im Jahre 1817 im Ort, also mehr als heute.
Die Statistisch-topographisch-historische Beschreibung des Großherzogthums Hessen berichtet 1830 über Wohnfeld:

„Wohnfeld (L. Bez. Schotten) evangel. Filialdorf; liegt im Vogelsberg, 2 1⁄2 St. von Schotten, hat 84 Häuser und 424 evangelische Einwohner, so wie 1 Kirche und 5 Mahl- und Oelmühlen. – Nach einer Urkunde von 1353 hatte Heinrich von Isenburg die von Sassen mit dem Zehnten belehnt. Den 10 September 1812 legte ein Brand 12 Wohnhäuser, 10 Scheuern und 7 Stallungen in Asche, wofür die Brandentschädigung 5487 fl. 30 kr. betrug.“

Im Zuge der Gebietsreform in Hessen fusionierten die bis dahin selbständige Gemeinde Wohnfeld und weitere Gemeinde zum 31. Dezember 1971 freiwillig mit der Stadt Ulrichstein zur erweiterten Stadt Ulrichstein.
Für Wohnfeld wurde ein Ortsbezirk errichtet.

### Verwaltungsgeschichte im Überblick
Die folgende Liste zeigt die Staaten und Verwaltungseinheiten, denen Wohnfeld angehört(e):
- vor 1567: Heiliges Römisches Reich, Landgrafschaft Hessen, Amt Ulrichstein, Gericht Bobenhausen
- ab 1567: Heiliges Römisches Reich, Landgrafschaft Hessen (Söhne der Margarethe von der Saale), Amt Ulrichstein[26]
- ab 1570: Heiliges Römisches Reich, Landgrafschaft Hessen-Marburg, Amt Ulrichstein, Gericht Bobenhausen
- 1604–1648: Heiliges Römisches Reich, strittig zwischen Landgrafschaft Hessen-Darmstadt und Landgrafschaft Hessen-Kassel (Hessenkrieg)
- ab 1604: Heiliges Römisches Reich, Landgrafschaft Hessen-Darmstadt, Amt Ulrichstein, Gericht Bobenhausen[27]
- 1787: Heiliges Römisches Reich, Landgrafschaft Hessen-Darmstadt, Amt Ulrichstein, Gericht Bobenhausen[28]
- ab 1806: Großherzogtum Hessen,[Anm. 2] Fürstentum Oberhessen (1803–1816), Oberamt Alsfeld, Amt (und Gericht ab 1803) Ulrichstein[29][30]
- ab 1816: Großherzogtum Hessen, Provinz Oberhessen, Amt Ulrichstein[31]
- ab 1821: Großherzogtum Hessen, Provinz Oberhessen, Landratsbezirk Schotten[32][Anm. 3]
- ab 1832: Großherzogtum Hessen, Provinz Oberhessen, Kreis Nidda
- ab 1838: Großherzogtum Hessen, Provinz Oberhessen, Kreis Grünberg
- ab 1848: Großherzogtum Hessen, Regierungsbezirk Gießen
- ab 1852: Großherzogtum Hessen, Provinz Oberhessen, Kreis Schotten
- ab 1867: Norddeutscher Bund, Großherzogtum Hessen, Provinz Oberhessen, Kreis Schotten
- ab 1871: Deutsches Reich, Großherzogtum Hessen, Provinz Oberhessen, Kreis Schotten
- ab 1918: Deutsches Reich, Volksstaat Hessen, Provinz Oberhessen, Kreis Schotten
- ab 1938: Deutsches Reich, Volksstaat Hessen, Landkreis Alsfeld[33][Anm. 4]
- ab 1945: Deutsches Reich, Amerikanische Besatzungszone,[Anm. 5] Groß-Hessen, Regierungsbezirk Darmstadt, Landkreis Alsfeld
- ab 1946: Deutsches Reich, Amerikanische Besatzungszone, Hessen, Regierungsbezirk Darmstadt, Landkreis Alsfeld
- ab 1949: Bundesrepublik Deutschland, Hessen, Regierungsbezirk Darmstadt, Landkreis Alsfeld
- ab 1971: Bundesrepublik Deutschland, Hessen, Regierungsbezirk Darmstadt, Landkreis Lauterbach, Stadt Ulrichstein
- ab 1972: Bundesrepublik Deutschland, Hessen, Regierungsbezirk Darmstadt, Vogelsbergkreis, Stadt Ulrichstein
- ab 1981: Bundesrepublik Deutschland, Hessen, Regierungsbezirk Gießen, Vogelsbergkreis, Stadt Ulrichstein

### Gerichte seit 1803
In der Landgrafschaft Hessen-Darmstadt wurde mit Ausführungsverordnung vom 9. Dezember 1803 das Gerichtswesen neu organisiert. Für das Fürstentum Oberhessen (ab 1815 Provinz Oberhessen) wurde das „Hofgericht Gießen“ eingerichtet. Es war für normale bürgerliche Streitsachen Gericht der zweiten Instanz, für standesherrliche Familienrechtssachen und Kriminalfälle die erste Instanz. Übergeordnet war das Oberappellationsgericht Darmstadt. Die Rechtsprechung der ersten Instanz wurde durch die Ämter bzw. Standesherren vorgenommen und somit war für Wohnfeld das Amt Ulrichstein zuständig. Nach der Gründung des Großherzogtums Hessen 1806 wurden die Aufgaben der ersten Instanz 1821–1822 im Rahmen der Trennung von Rechtsprechung und Verwaltung auf die neu geschaffenen Land- bzw. Stadtgerichte übertragen. Wohnfeld fiel in den Gerichtsbezirk des Landgerichts Schotten. Durch Verfügung des Großherzoglich Hessischen Ministerium des Innern und der Justiz wurde am 1. Dezember 1838 Wohnfeld an den Bezirk des neu errichteten Landgerichts Ulrichstein abgetreten.
Anlässlich der Einführung des Gerichtsverfassungsgesetzes mit Wirkung vom 1. Oktober 1879, infolge derer die bisherigen großherzoglichen Landgerichte durch Amtsgerichte an gleicher Stelle ersetzt wurden, während die neu geschaffenen Landgerichte nun als Obergerichte fungierten, kam es zur Umbenennung in „Amtsgericht Ulrichstein“ und Zuteilung zum Bezirk des Landgerichts Gießen.
1943 verlor das Amtsgericht Ulrichstein seine Selbständigkeit und wurde zur Zweigstelle des Amtsgerichts Schotten. Mit Wirkung zum 1. Juli 1968 erfolgte die Auflösung des Amtsgerichts Schotten und Wohnfeld kam zum Gerichtsbezirk des Amtsgerichts Alsfeld.

## Bevölkerung

### Einwohnerstruktur 2011
Nach den Erhebungen des Zensus 2011 lebten am Stichtag dem 9. Mai 2011 in Wohnfeld 234 Einwohner. Darunter waren 6 (2,6 %) Ausländer. Nach dem Lebensalter waren 33 Einwohner unter 18 Jahren, 96 zwischen 18 und 49, 42 zwischen 50 und 64 und 66 Einwohner waren älter. Die Einwohner lebten in 102 Haushalten. Davon waren 30 Singlehaushalte, 24 Paare ohne Kinder und 30 Paare mit Kindern, sowie 18 Alleinerziehende und 3 Wohngemeinschaften. In 30 Haushalten lebten ausschließlich Senioren und in 51 Haushaltungen lebten keine Senioren.

### Einwohnerentwicklung
| • 1791: | 354 Einwohner                      |
| • 1800: | 363 Einwohner                      |
| • 1806: | 377 Einwohner, 77 Häuser           |
| • 1829: | 424 Einwohner, 84 Häuser           |
| • 1867: | 427 Einwohner, 87 bewohnte Gebäude |
| • 1875: | 350 Einwohner, 81 bewohnte Gebäude |

| Wohnfeld: Einwohnerzahlen von 1791 bis 2011 | Wohnfeld: Einwohnerzahlen von 1791 bis 2011 | Wohnfeld: Einwohnerzahlen von 1791 bis 2011 | Wohnfeld: Einwohnerzahlen von 1791 bis 2011 | Wohnfeld: Einwohnerzahlen von 1791 bis 2011 |
| --- | ------------------------------------------- | ------------------------------------------- | ------------------------------------------- | ------------------------------------------- |
| Jahr |                                             |                                             |                                             | Einwohner                                   |
| 1791 | 1791                                        |                                             | 354                                         | 354                                         |
| 1800 | 1800                                        |                                             | 363                                         | 363                                         |
| 1806 | 1806                                        |                                             | 377                                         | 377                                         |
| 1829 | 1829                                        |                                             | 424                                         | 424                                         |
| 1834 | 1834                                        |                                             | 446                                         | 446                                         |
| 1840 | 1840                                        |                                             | 441                                         | 441                                         |
| 1846 | 1846                                        |                                             | 469                                         | 469                                         |
| 1852 | 1852                                        |                                             | 508                                         | 508                                         |
| 1858 | 1858                                        |                                             | 504                                         | 504                                         |
| 1864 | 1864                                        |                                             | 423                                         | 423                                         |
| 1871 | 1871                                        |                                             | 373                                         | 373                                         |
| 1875 | 1875                                        |                                             | 350                                         | 350                                         |
| 1885 | 1885                                        |                                             | 363                                         | 363                                         |
| 1895 | 1895                                        |                                             | 330                                         | 330                                         |
| 1905 | 1905                                        |                                             | 318                                         | 318                                         |
| 1910 | 1910                                        |                                             | 315                                         | 315                                         |
| 1925 | 1925                                        |                                             | 314                                         | 314                                         |
| 1939 | 1939                                        |                                             | 307                                         | 307                                         |
| 1946 | 1946                                        |                                             | 436                                         | 436                                         |
| 1950 | 1950                                        |                                             | 423                                         | 423                                         |
| 1956 | 1956                                        |                                             | 333                                         | 333                                         |
| 1961 | 1961                                        |                                             | 310                                         | 310                                         |
| 1967 | 1967                                        |                                             | 306                                         | 306                                         |
| 1970 | 1970                                        |                                             | 315                                         | 315                                         |
| 1980 | 1980                                        |                                             | ?                                           | ?                                           |
| 1990 | 1990                                        |                                             | ?                                           | ?                                           |
| 2000 | 2000                                        |                                             | ?                                           | ?                                           |
| 2011 | 2011                                        |                                             | 234                                         | 234                                         |
| Datenquelle: Historisches Gemeindeverzeichnis für Hessen: Die Bevölkerung der Gemeinden 1834 bis 1967. Wiesbaden: Hessisches Statistisches Landesamt, 1968. Weitere Quellen: ; Zensus 2011 |                                             |                                             |                                             |                                             |

### Konfessionsstatistik
| • 1829: | 424 evangelische (= 100 %) Einwohner                              |
| • 1961: | 272 evangelische (= 87,74 %), 30 katholische (= 9,68 %) Einwohner |

## Politik
Für Wohnfeld besteht ein Ortsbezirk (Gebiete der ehemaligen Gemeinde Wohnfeld) mit Ortsbeirat und Ortsvorsteher nach der Hessischen Gemeindeordnung.
Der Ortsbeirat besteht aus fünf Mitgliedern. Bei den Kommunalwahlen in Hessen 2021 betrug die Wahlbeteiligung zum Ortsbeirat 58,64 %. Alle Kandidaten gehörten der „Gemeinschaftsliste Wohnfeld“ an. Der Ortsbeirat wählte Jens Scharmann zum Ortsvorsteher.

## Sonstiges
- Im Ort gibt es ein Dorfgemeinschaftshaus.
- Der Dorfbrunnen in der Ortsmitte steht unter Denkmalschutz.

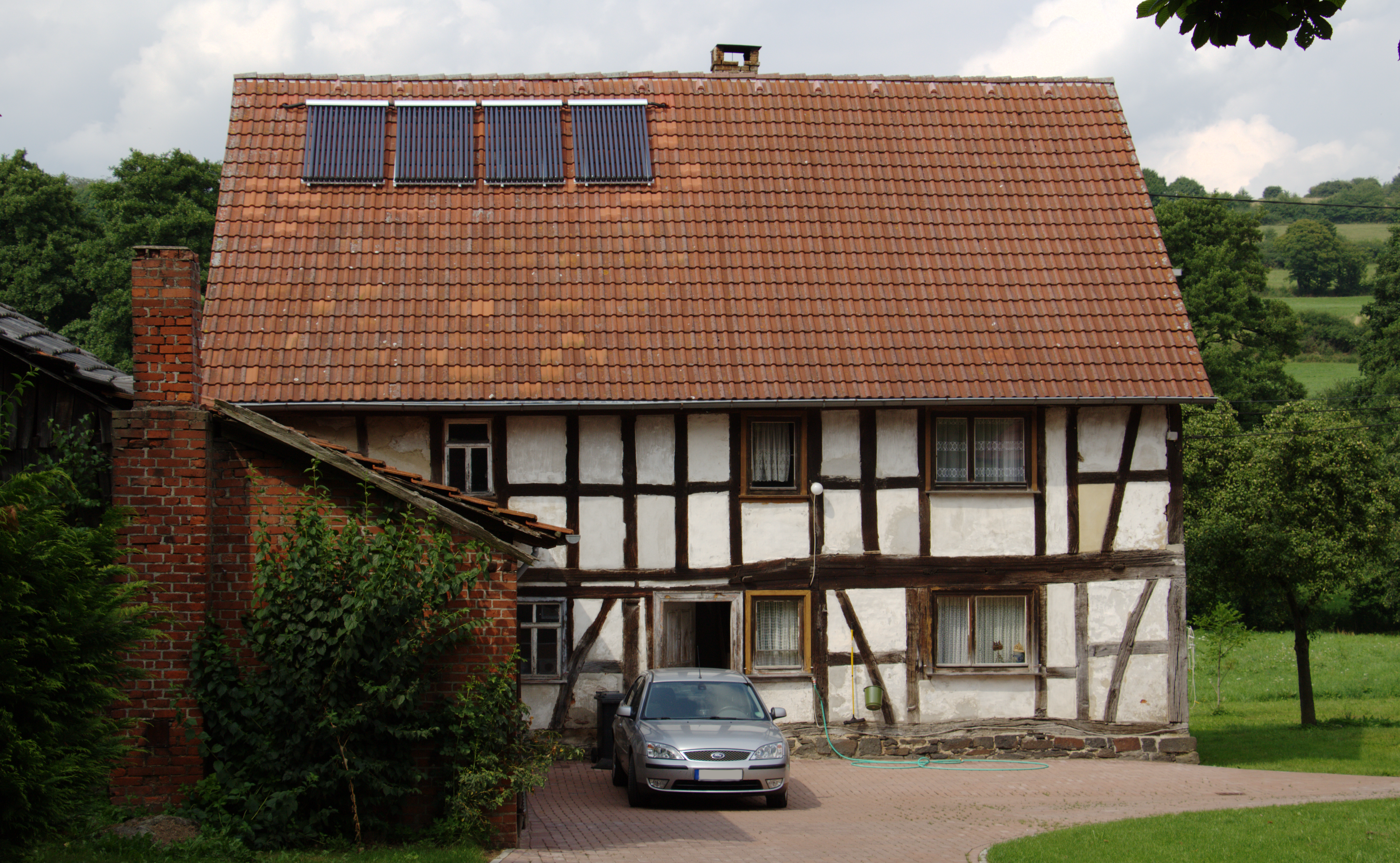
Hahnmuehle
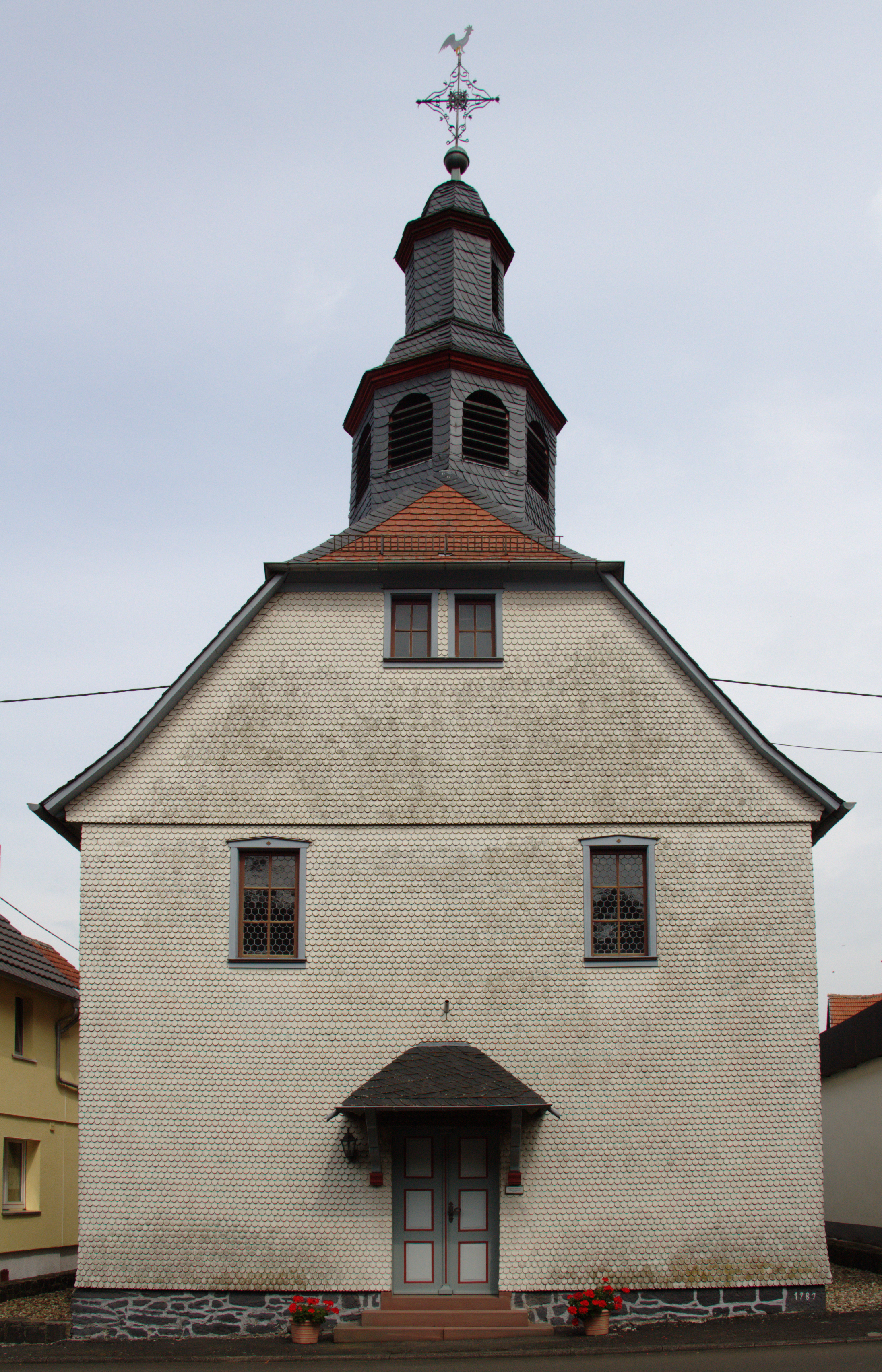
Evangelische Kirche
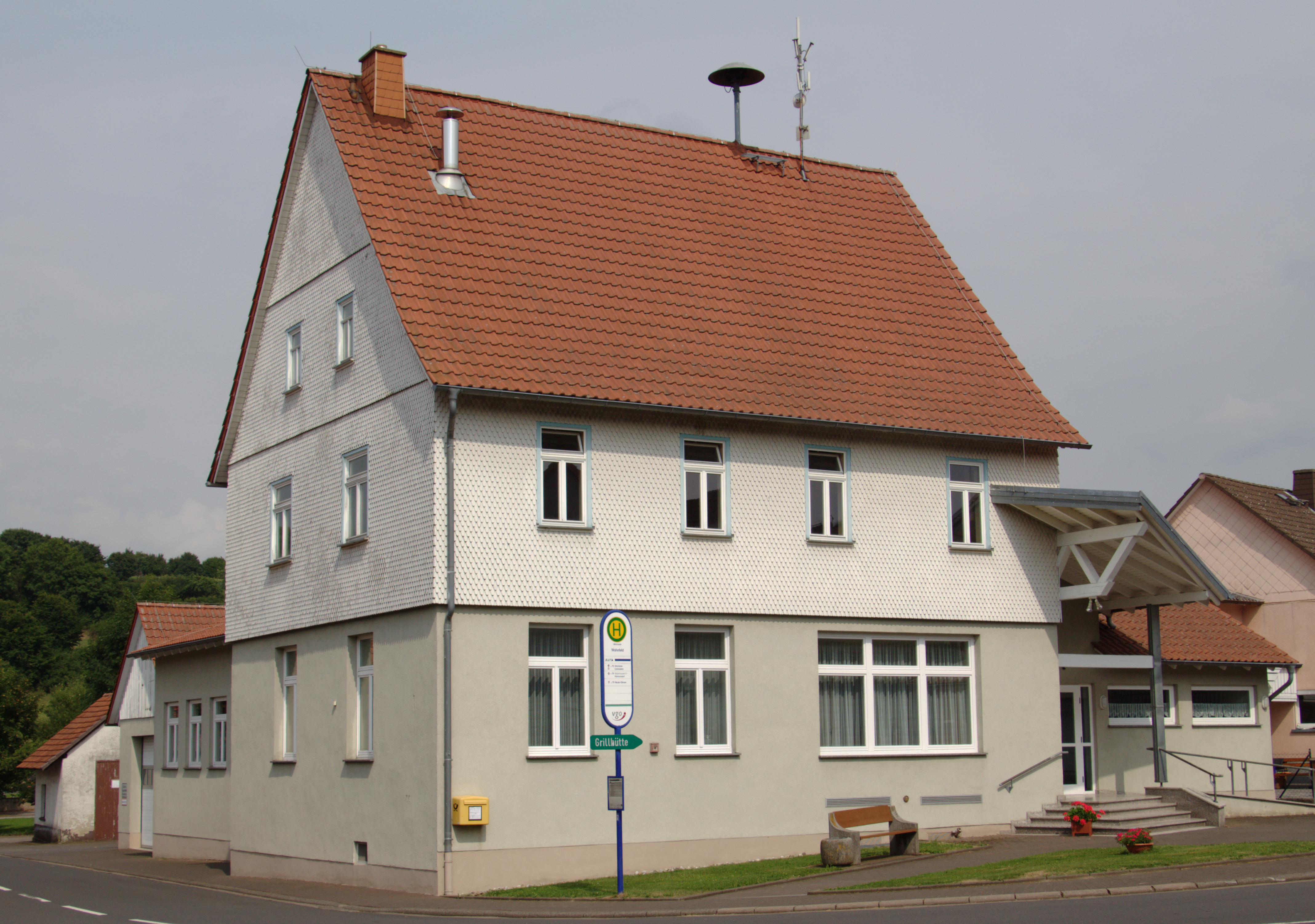
Dorfgemeinschaftshaus
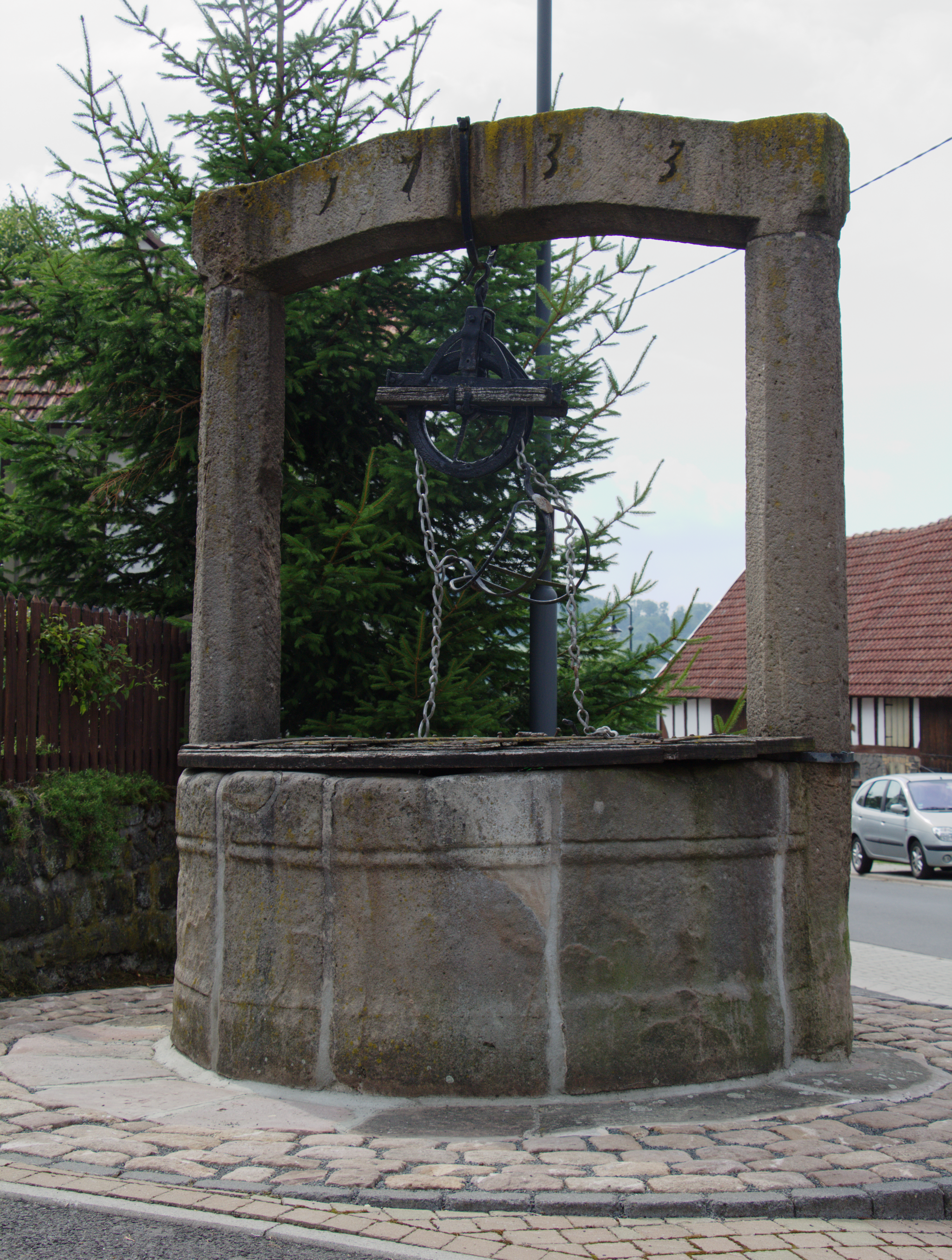
Dorfbrunnen